# Derry (Stephen King)
Derry, nel Maine, è una cittadina immaginaria americana inventata dallo scrittore statunitense Stephen King in cui sono ambientati vari libri e racconti brevi dell'autore. Denominata così dalla contea omonima in Irlanda, è situata geograficamente vicino a Bangor, cittadina reale dove lo scrittore risiede, ma King ha dichiarato che in realtà Derry è una sua trasposizione personale di Bangor stessa.
Altre città immaginarie degne di nota che King ha utilizzato come ambientazione in più opere includono Jerusalem's Lot e Castle Rock.

## Apparizioni
Sette romanzi finora sono ambientati (totalmente o parzialmente) a Derry o nei dintorni:
- Nel romanzo distopico L'uomo in fuga (1982) in una delle scene finali il protagonista sorvola Derry con un aereo.
- In It (1986), romanzo in cui vi è la principale descrizione della città, Derry viene ritratta come una piccola città infestata da un mostro misterioso, capace di cambiare forma in ciò che terrorizza di più le sue vittime. Questo essere è responsabile del completo sterminio della città nei primi tempi del suo insediamento, e di innumerevoli omicidi negli anni successivi. Il libro suggerisce la possibilità che la vera forma del mostro sia Derry stessa. Appena dopo l'uccisione del mostro, Derry viene quasi completamente distrutta da una tempesta nel 1985.
- Le creature del buio (1987) è ambientato ad Haven, località situata a circa dieci miglia da Derry, ma essa viene nominata molte volte e alcune parti si svolgono lì.
- Nella novella Finestra segreta, giardino segreto (Quattro dopo mezzanotte)(1990) il protagonista Mort Rainey ha una casa a Derry.
- Insomnia (1994), la cui storia si svolge otto anni dopo la fine di It.
- La prima parte di Mucchio d'ossa (1998) descrive i preparativi di Mike Noonan per lasciare Derry dopo che sua moglie è morta di aneurisma per poi recarsi nella località di Dark Score Lake.
- L'acchiappasogni (2001), sebbene ambientato 40 miglia a nord di Derry, ha alcuni frammenti che si svolgono in essa.
- Il racconto Il Virus della Strada va a nord (Tutto è fatidico)(2002) è parzialmente ambientato a Derry.
- Nella novella La giusta estensione (Notte buia, niente stelle)(2010) il protagonista Dave Streeter dichiara di abitare di fianco a una certa signora Denbrough, che lascia i bidoni della spazzatura senza coperchio. Inoltre, sempre il protagonista illustra l'origine del Monte Trashmore nella discarica di Derry.
- In 22/11/'63 (2011), il protagonista Jake Epping, catapultato indietro nel tempo, si trova a Derry subito dopo la prima battaglia contro It nel 1958 e incontra alcuni dei protagonisti del romanzo.
- In L'ultima missione di Gwendy (2022) Ryan, il marito di Gwendy, viene attirato ed ucciso a Derry da degli "uomini in soprabito giallo" su delle macchine strane con dei colori assurdi.
- Nel racconto Due bastardi di talento, contenuto nella raccolta You Like It Darker - Salto nel buio (2024), la giornalista Ruth Crawford ha scritto "un pezzo sulla città maledetta di Derry sul New Yorker".

## Storia fittizia della città
Nel romanzo It Michael Hanlon ricostruisce la storia delle origini della città, intervistando i cittadini più anziani e ricercando antichi documenti nella biblioteca in cui lavora. In base a quanto egli afferma, Storia dell'antica Derry di Branson Buddinger (Orono, University of Maine Press, 1950) e gli scritti di Sandy Ives erano perfettamente concordi nell'affermare che l'insediamento originario di Derry era stato di 300 persone di razza bianca, tutti inglesi, con uno statuto e ufficialmente riconosciuti come la "Derrie Company"; il territorio a loro assegnato copriva la Derry odierna, gran parte di Newport e piccoli settori di cittadine limitrofe.
- Nel 1741 si verificò la scomparsa totale della comunità di Derry: tutti i 340 coloni del giugno di quell'anno scomparvero nel nulla e il piccolo villaggio di case di legno in ottobre era deserto; una delle abitazioni, all'incirca nel punto in cui più tardi ci sarebbe stato l'incrocio tra la Witcham e Jackson Street, era stata distrutta da un incendio; nella ricostruzione storica di Michaud, questi affermò che gli abitanti furono massacrati dagli indiani.[4]
- Nel 1851 John Markson sterminò la sua famiglia avvelenandola, per poi suicidarsi ingurgitando un'intera tignosa mortale.[3]
- Nel 1879 una squadra di taglialegna trovò i resti di un'altra squadra che, bloccata dalla neve, aveva svernato nella zona dei Barren: 9 uomini in tutto, tutti fatti a pezzi.[3]
- Nella domenica di Pasqua del 1906, durante una caccia all'uovo nelle Ferriere Kitchener, la Ferriera esplose, nonostante tutte e quattro le caldaie fossero fuori esercizio; il bilancio dell'incidente fu di 102 morti, di cui 88 bambini.[5]
- Nel 1929 un gruppo di 7 disperati divenuti fuorilegge in seguito alla Grande depressione, noto come la banda di Bradley, viene sterminato in Canal Street in pieno pomeriggio; la cronaca attribuisce all'FBI l'eliminazione della banda di Bradley.[6]
- Nel 1930 prende fuoco il locale notturno per afroamericani il Punto Nero; nell'incendio, inizialmente attribuito alla Legione per la Difesa della Rispettabilità Bianca del Maine, morirono un'ottantina di persone: 18 militari di colore della Compagnia E, una quindicina di afroamericani della città, quattro membri di colore di un'orchestra jazz e un gruppo di bianchi che frequentavano il locale.[7]
- Nel 1957 Pennywise strappa un braccio a George Denbrough e il bambino muore dissanguato.
- Nel 1984 una coppia gay, Adrian Mellon e Don Hagarty, viene attaccata da tre teppisti omofobi durante un festival cittadino: in particolare Adrian è scaraventato giù da un ponte nel Canale del Kenduskeag, che attraversa Derry, e qui viene poi ucciso da Pennywise.
- Nel 1985 la città, dopo la sconfitta di It, viene attraversata da una tremenda tempesta che distrugge la Cisterna.

## Dati
Sempre in It viene rivelato che Derry ha una popolazione di quasi 35.000 abitanti, che il tasso di omicidi a Derry è sei volte superiore a quello di qualunque altra cittadina di analoghe dimensioni del New England, e che circa 50 giovani - perlopiù adolescenti - scompaiono ogni anno, con punte di oltre 170 minorenni scomparsi nel 1930 e 127 scomparse di giovani dai 3 ai 19 anni nel 1958.

## Luoghi importanti
Neibolt Street 29. In 3 occasioni, in It i Perdenti capitano al 29 di Neibolt Street, una casa diroccata e abbandonata vicino allo scalo ferroviario. La casa è rimasta vuota per molti anni, e nel 1958 è ancora più abbandonata del normale poiché la stazione è quasi in disuso e quindi non vi sono più vagabondi che la usano come rifugio dopo essere scesi dai treni. In una occasione, che viene ricordata con un flashback da Eddie Kaspbrak, il ragazzino incontra quello che sembra un vagabondo, ma si rivela essere un lebbroso dall'aspetto surreale, ennesima manifestazione di It. Più avanti nel libro, Bill e Richie vi si recano per indagare dopo aver ascoltato il racconto di Eddie, e la creatura si manifesta come un lupo mannaro e li attacca. Ancora più avanti, l'intero club dei Perdenti entra nella casa, nella speranza di poter eliminare il mostro, missione che ha quasi successo prima che It scompaia, gravemente ferito, portando i Perdenti alla decisione di scendere nelle fogne per il loro ultimo scontro con la creatura, nel 1958.
I Barren. I "Barren" sono una zona di campagna, ricca di vegetazione (spesso King sottolinea l'ironia del nome, ovvero "brullo" in inglese, visto che i Barren non lo sono affatto). La discarica di Derry è situata qui, insieme ad una cava di ghiaia. I Barren giocano un ruolo importante in It, poiché i "Perdenti" li adottano come loro principale luogo di ritrovo. Alcuni dei Perdenti si incontrano qui per la prima volta, mentre tentano di costruire una diga sul fiume Kenduskeag che attraversa Derry. I Perdenti costruiscono anche un club nei Barren, una botola scavata nel terreno in modo da mimetizzarsi, con le pareti interne ricoperte di assi di legno e un "coperchio" con zolle erbose incollate sopra.
Ferriere Kitchener. Le Ferriere Kitchener erano un'acciaieria situata a Derry. Nel 1906 le Ferriere esplosero inspiegabilmente, uccidendo un gruppo di bambini che stavano partecipando ad una caccia alle uova di Pasqua. È probabile che la tragedia fu causata dal mostro conosciuto come "It" e che l'esplosione segnò l'inizio del suo periodo di ibernazione di ventisette anni. Nei resti delle Ferriere un giovane Mike Hanlon incontrò It sotto forma di uccello gigante nel 1958.
La Cisterna. La Cisterna era la torre dell'acqua di Derry, costruita per contenere l'acqua potabile della città, con circa otto milioni di litri di capacità. Nei primi tempi rimase incustodita, in modo da permettere a chiunque volesse di potervi salire in cima, tramite una scala che saliva a spirale attorno ad essa, e contemplare Derry dall'alto. La porta venne chiusa dopo che alcuni bambini annegarono nella Cisterna, probabilmente a causa di It. È qui che Stanley Uris incontra per la prima volta It, sotto forma dei bambini annegati. La Cisterna venne distrutta nella tempesta seguita alla sconfitta definitiva di It, nel 1985.
In L'acchiappasogni, Mr. Gray si reca a Derry alla ricerca della Cisterna, e vi trova solo una commemorazione, con una statua in bronzo di due bambini, un maschio ed una femmina, e una targa con l'incisione:
ALLE VITTIME DELLA TEMPESTA
31 MAGGIO 1985
E AI BAMBINI
A TUTTI I BAMBINI
CON AFFETTO DA BILL, BEN, BEV, EDDIE, RICHIE, STAN, MIKE
IL CLUB DEI PERDENTI
e più in basso, scritto con lo spray:
PENNYWISE VIVE!
L'Aladdin. Era il cinema di Derry, dove Richie, Beverly e Ben vengono attaccati da Bowers e i suoi amici dopo aver visto un film.